# (6753) Фурсенко
(6753) Фурсенко (лат. Fursenko) — типичный астероид главного пояса, открыт 14 сентября 1974 года советским астрономом Николаем Черных в Крымской астрофизической обсерватории и 11 февраля 1998 года назван в честь астронома Маргариты Фурсенко.

## Обнаружение и именование
(6753) Фурсенко
Открыт 14 сентября 1974 года в Крымской астрофизической обсерватории Н. С. Черных.
Назван в честь Маргариты Александровны Фурсенко (р. 1931) — сотрудника Института теоретической астрономии РАН в 1955—1997 годах и известного специалиста по эфемеридной астрономии. Она внесла значительный вклад в расчёт и публикацию 40 томов «Астрономического ежегодника», а также в разработку специальных эфемерид для космических полётов, лазерной локации Луны и радиоастрономических наблюдений с помощью РАТАН-600. Название предложено ИТА и поддержано первооткрывателем.
Оригинальный текст (англ.)6753 Fursenko
Discovered 1974 Sept. 14 by N. S. Chernykh at the Crimean Astrophysical Observatory.
Named in honor of Margarita Aleksandrovna Fursenko (b. 1931), staff member of the Institute of Theoretical Astronomy during 1955—1997 and a well-known expert on ephemeris astronomy. She made a major contribution to the calculation and publication of 40 volumes of the annual Astronomicheskij Ezhegodnik, as well as to the development of special ephemerides for space missions, lunar laser ranging and radioastronomical observations with RATAN-600. Name suggested by ITA and supported by the discoverer.
Источники: 19980211/MPCPages.arc; M.P.C. 31296.

## Орбита

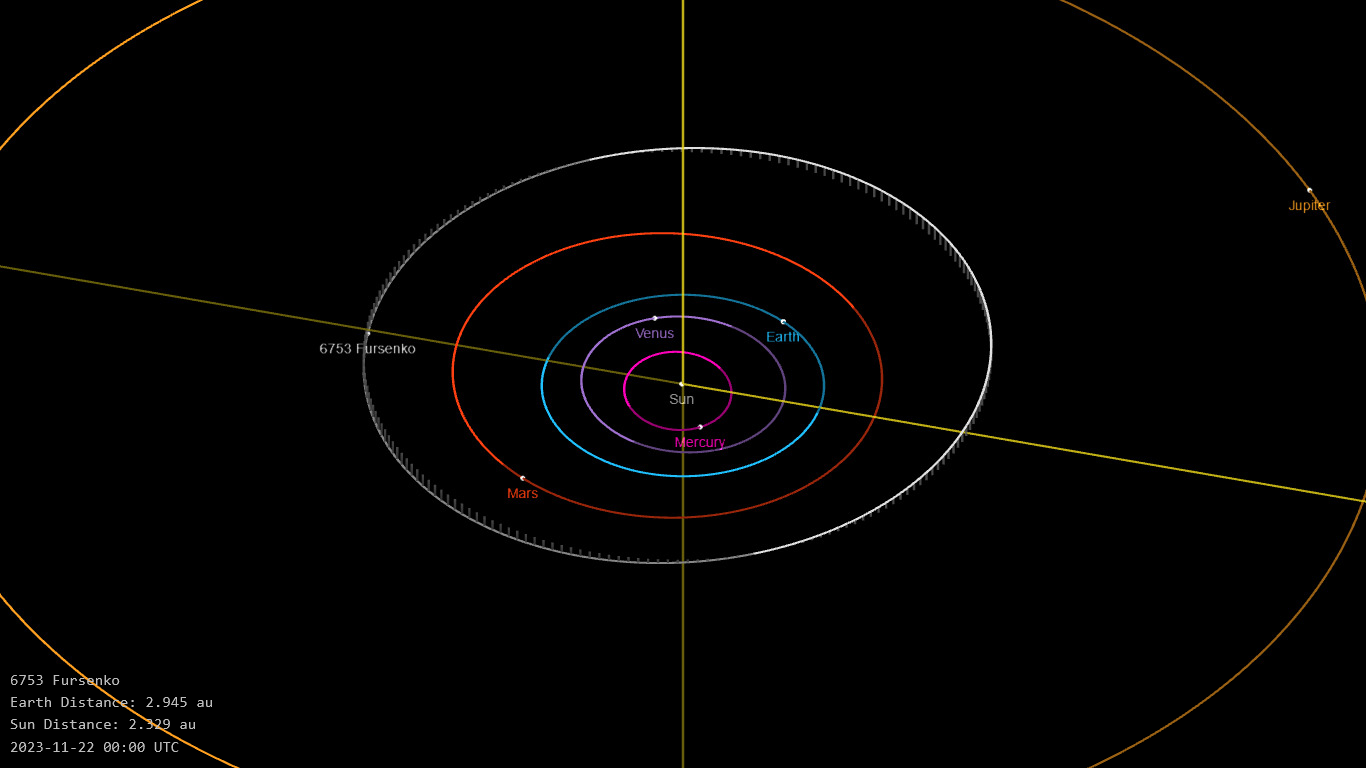
Орбита астероида Фурсенко и его положение в Солнечной системе

## Физические характеристики
Астероид относится к таксономическому классу S.
По результатам астрономической съёмки Palomar Transient Factory (PTF), наблюдений системы телескопов панорамного обзора и быстрого реагирования Pan-STARRS, наблюдений системы последнего оповещения о столкновении астероида с Землей Asteroid Terrestrial-impact Last Alert System и наблюдений космического телескопа оптического диапазона Gaia абсолютная звёздная величина астероида сначала оценивалась равной 13,26±0,20m, позже — 13,86±0,23m, 13,36±0,109m и 13,66±0,128m, 13,45±1,71m.